# Línea 10 (ALESA)

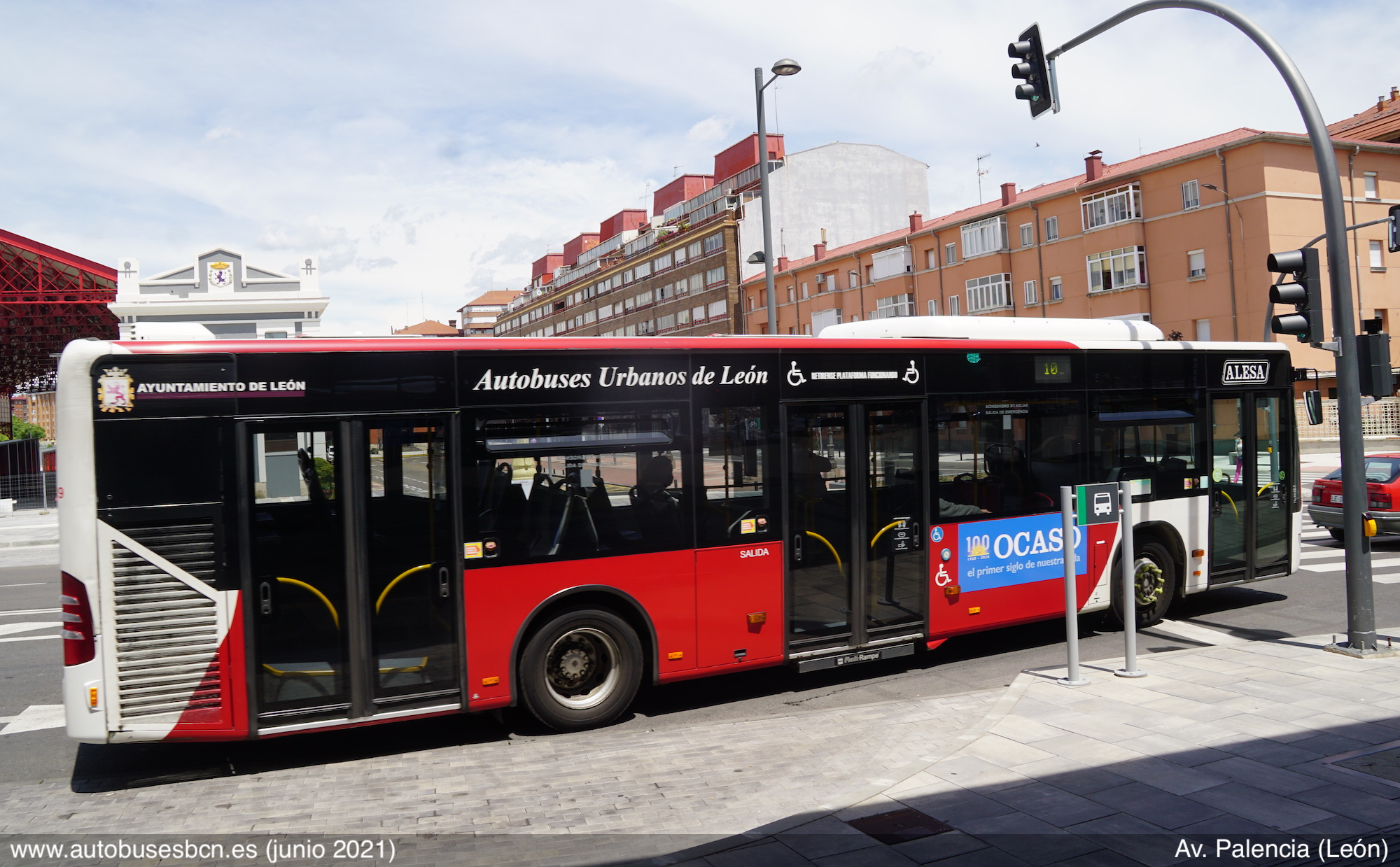
Línea 10 en la Estación Adif de León, junio 2021

La línea 10 de ALESA es una línea de autobús urbano de la ciudad de León (España), que recorre la ciudad desde el sur hasta el norte, empezando en el barrio de El Crucero y terminando en el hospital Monte San Isidro, pasando por el centro de la ciudad y los barrios de Las Ventas y La Inmaculada. Esta línea dispone de servicio para personas con discapacidad.

## Características

### Frecuencias
| Dirección H.M.S. Isidro    | Dirección H.M.S. Isidro    | Dirección Crucero | Dirección Crucero |
| -------------------------- | -------------------------- | ----------------- | ----------------- |
| de 7:25 a 21:25            | cada 60 min.               | 8:10              | 8:10              |
| de 7:25 a 21:25            | cada 60 min.               | de 9:00 a 14:00   | cada 60 min.      |
| de 7:25 a 21:25            | cada 60 min.               | 15:10             |                   |
| de 7:25 a 21:25            | cada 60 min.               | de 16:00 a 21:00  | cada 60 min.      |
| de 7:25 a 21:25            | cada 60 min.               | 22:10             |                   |
| 22:25, Fin en Sto. Domingo | 22:25, Fin en Sto. Domingo | --                | --                |

### Material asignado
-Mercedes Benz New Citaro: 4169.

## Recorrido
Esta línea sale de la avenida de La Magdalena, frente al parque de Quevedo, y se dirige hacia el centro de León por Doctor Fleming, la avenida de Palencia (parando junto a la nueva estación de tren) y la glorieta de Guzmán; continuando hacia Santo Domingo por República Argentina e Independencia. Toma después la avenida Padre Isla, Álvaro López Núñez y Mariano Andrés, desviándose hacia el barrio de La Inmaculada por la calle Nazaret. Desde esta se dirige hacia la carretera de Asturias hasta llegar al hospital Monte San Isidro.
El trayecto de vuelta se dirige directamente hacia El Crucero desde Mariano Andrés, recorriendo las avenidas Álvaro López Núñez, Cruz Roja de León, Almirante Martín-Granizo y Riosol.
| KBHFa steel |

| HST steel |

| HST steel |

| HST steel |

| HST steel |

| BHF steel |

| HST steel |

| HST steel |

| HST steel |

| HST steel |

| HST steel |

| HST steel |

| HST steel |

| HST steel |

| HST steel |

| HST steel |

| HST steel |

| HST steel |

| KBHFe steel |

| KBHFa steel |

| HST steel |

| HST steel |

| HST steel |

| HST steel |

| BHF steel |

| HST steel |

| HST steel |

| HST steel |

| HST steel |

| HST steel |

| HST steel |

| HST steel |

| HST steel |

| HST steel |

| HST steel |

| HST steel |

| HST steel |

| KBHFe steel |

| KBHFa steel |

| HST steel |

| HST steel |

| HST steel |

| HST steel |

| BHF steel |

| HST steel |

| HST steel |

| HST steel |

| HST steel |

| HST steel |

| HST steel |

| HST steel |

| HST steel |

| HST steel |

| HST steel |

| HST steel |

| HST steel |

| KBHFe steel |

| KBHFa steel |

| HST steel |

| HST steel |

| HST steel |

| HST steel |

| BHF steel |

| HST steel |

| HST steel |

| HST steel |

| HST steel |

| HST steel |

| HST steel |

| HST steel |

| HST steel |

| HST steel |

| HST steel |

| HST steel |

| HST steel |

| KBHFe steel |

| KBHFa steel |

| HST steel |

| HST steel |

| HST steel |

| HST steel |

| HST steel |

| HST steel |

| HST steel |

| HST steel |

| HST steel |

| HST steel |

| KBHFe steel |

| KBHFa steel |

| HST steel |

| HST steel |

| HST steel |

| HST steel |

| HST steel |

| HST steel |

| HST steel |

| HST steel |

| HST steel |

| HST steel |

| KBHFe steel |

| KBHFa steel |

| HST steel |

| HST steel |

| HST steel |

| HST steel |

| HST steel |

| HST steel |

| HST steel |

| HST steel |

| HST steel |

| HST steel |

| KBHFe steel |

| KBHFa steel |

| HST steel |

| HST steel |

| HST steel |

| HST steel |

| HST steel |

| HST steel |

| HST steel |

| HST steel |

| HST steel |

| HST steel |

| KBHFe steel |